# Thần học giải phóng

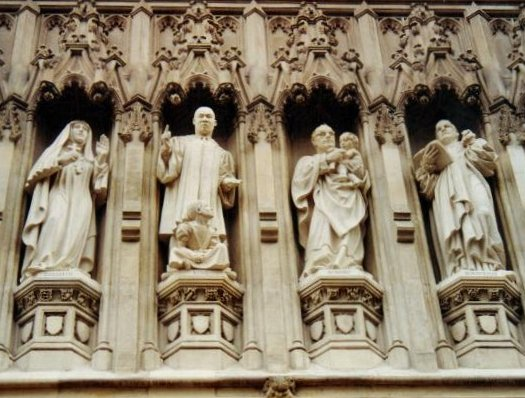
Những người tử vì đạo trong thế kỷ 20 (Tu viện Westminster), từ trái sang phải: Mẹ Elizabeth của Nga; Mục sư Martin Luther King, Tổng giám mục Oscar Romero; Mục sư Dietrich Bonhoeffer

Thần học giải phóng (tiếng Tây Ban Nha: Teología de la liberación) là một chủ trương và phong trào thần học bắt đầu hình thành vào cuối thập niên 1960 trong Giáo hội Công giáo Rôma ở Mỹ Latinh. Thuyết thần học này đưa ra quan điểm mới là giáo hội có trách nhiệm giúp đỡ con người tự giải phóng cho chính mình khỏi những cơ cấu bất công xã hội, đặc biệt là sự đói nghèo và áp bức, vốn đang diễn ra và đặc biệt phổ biến trong các nước Thế giới thứ ba. Những người tin vào Thiên Chúa được kêu gọi quan tâm đến các vấn đề công bằng và chính nghĩa trong xã hội loài người, như sự kế thừa đói nghèo, tài nguyên kinh tế tập trung trong tay thiểu số và vấn đề phân biệt chủng tộc, tất cả đều là đối tượng mà thần học giải phóng muốn giải phóng.

## Nội dung
Thần học giải phóng là một phong trào thần học bắt nguồn từ Mỹ Latinh và các quốc gia Thế giới thứ ba khác, tập trung vào kinh nghiệm của người nghèo và nỗ lực đấu tranh giành giải phóng của họ.
Bối cảnh lịch sử của nó là đối mặt với một xã hội cực kỳ bất công lý, nơi chính phủ không có kế hoạch cải thiện dân sinh. Ngược lại, chính phủ thường bảo vệ lợi ích của người giàu, khiến người nghèo trở thành nạn nhân. Để giải quyết vấn đề nghèo đói, cần phải từ bỏ các đặc quyền của giới nhà giàu và sự áp bức của chính phủ đối với nhân dân. Dựa trên bối cảnh lịch sử này, các nhà hoạt động thần học giải phóng Mỹ Latinh đã lấy "nhìn thấy hành động giải phóng của Thiên Chúa trong cuộc đấu tranh và đau khổ của người nghèo" làm cốt lõi cho suy tư thần học của họ. Nền thần học mà họ quan tâm là nền thần học có thể thực hành và tham gia vào quá trình giải phóng.
Những luận điểm chính của thần học giải phóng thường phân tích các cấu trúc xã hội gây ra bất công, đôi khi sử dụng các công cụ phân tích xã hội tương tự như Karl Marx nhấn mạnh, nhưng với nền tảng thần học Kitô giáo:
- Sự đau khổ của con người có thể nhận thức được một cách rõ ràng qua thực trạng bất bình đẳng toàn cầu (ví dụ, một tỷ lệ lớn dân số thế giới sống trong nghèo đói với một phần nhỏ tài nguyên). Kết quả là tình trạng thiếu ăn, bệnh tật, tỷ lệ tử vong cao tràn lan trong nhóm dân số này.
- Sự đau khổ của con người với quy mô và mức độ như thế mâu thuẫn với nguyên tắc đạo đức của Kitô giáo và trái với cái nhìn của Thiên Chúa về sự thương yêu đồng loại và mục tiêu hợp nhất toàn bộ nhân loại.
- Để bày tỏ đức tin cũng như lương tâm, các tín đồ phải hành động ("praxis") để làm giảm bớt sự đau khổ ấy. Phương tiện để làm điều đó bao gồm việc phân tích tình hình thực tế dưới ánh sáng đức tin, đưa ra những phát biểu có hệ thống và thường đòi hỏi hành động xã hội và chính trị cụ thể đi kèm.
- Con người được tạo dựng theo hình ảnh Thiên Chúa, do đó tiếng nói và cuộc sống của người nghèo phải được lắng nghe như tiếng nói của Thiên Chúa. Thiên Chúa không phải là một vị Thiên Chúa xa vời, mà là Đấng nghe được tiếng kêu của dân Ngài, là Chúa của sự sống. Việc phục vụ người nghèo và người bị áp bức chính là phục vụ Giêsu, Đấng cứu độ mà các Kitô hữu tôn thờ, Đấng đồng hóa mình với những người bé mọn nhất (x. Mt 25:31-46). Kitô hữu không thể thờ ơ trước lịch sử đau khổ này. Thần học không chỉ là suy tư trừu tượng mà phải bén rễ vào thực tại, "hai chân chạm đất", vác lấy Thập giá của lịch sử, chiến đấu vì sự giải phóng và sự sống của người nghèo. Đây chính là chiều kích cứu độ của Messiah. Cứu độ chính là giải phóng toàn diện con người, cả về tâm linh lẫn vật chất, xã hội.

Mặc dù các nhà thần học trong Phong trào Thần học giải phóng vẫn có thể là những người theo chủ nghĩa bảo thủ về chính trị, nhưng một số lượng đáng kể các nhà bình luận cho rằng "thần học giải phóng" là sản phẩm chịu ảnh hưởng của tư tưởng cánh tả. Tuy nhiên, các nhà thần học giải phóng lại phản đối quan điểm cho rằng đây là "tư tưởng cánh tả xâm nhập vào Kitô giáo". Họ cho rằng tư tưởng ưu tiên người nghèo và đấu tranh cho công bằng bắt nguồn sâu xa từ chính giáo huấn của Giêsu và truyền thống ngôn sứ trong Kinh Thánh, vốn có trước Marx rất lâu.
Cần lưu ý đặc biệt: Thần học giải phóng và thần học "Phúc âm xã hội" không thể đánh đồng, mặc dù cả hai cùng quan tâm đến các vấn đề xã hội. Sự khác biệt, ngoài việc thần học giải phóng có thể có lập trường khác nhau về vai trò của nhà nước trong chính sách phúc lợi xã hội, còn quan trọng hơn là khi "Thần học giải phóng" được dùng như một thuật ngữ chuyên môn, nó chủ yếu đề cập đến một phong trào và chủ trương thần học phát sinh trong bối cảnh Công giáo Mỹ Latinh hiện đại, trong khi "thần học Phúc âm xã hội" thường gắn liền với truyền thống Tin Lành ở Bắc Mỹ vào đầu thế kỷ 20.

## Nguyên nhân hình thành
Sự trỗi dậy của thần học giải phóng bắt nguồn từ những điều kiện lịch sử, xã hội và tôn giáo cụ thể ở Mỹ Latinh:

### Chủng tộc và Giai cấp xã hội
Người da đỏ là dân bản địa của Mỹ Latinh. Từ thế kỷ 16, người da trắng Châu Âu di dân đến đây và thực hiện chính sách đồng hóa, tạo ra các nhóm người lai giữa người da trắng và người da đỏ. Ngoài ra, trong thời kỳ thuộc địa của Đế quốc Tây Ban Nha và Đế quốc Bồ Đào Nha, do nhu cầu lao động, một lượng lớn người da đen từ Châu Phi đã bị đưa đến làm nô lệ, sự lai tạp giữa người da đen và người da trắng hình thành một nhóm dân tộc khác. Trong thời kỳ thuộc địa Tây Ban Nha, chủng tộc và giai cấp xã hội được dùng để phân biệt địa vị xã hội cao thấp. Tầng lớp cao nhất là người Tây Ban Nha hoặc Bồ Đào Nha, chủ yếu là quan chức cấp cao của chính phủ và giáo sĩ cấp cao của Giáo hội. Tầng lớp trung lưu trên là người da trắng sinh tại thuộc địa (creole), địa chủ, quan chức cấp thấp của chính phủ và giáo hội. Tầng lớp trung lưu dưới là những người lai tự do. Tầng lớp thấp nhất là người da đỏ, người da đen, người lai Phi-Ấn, phần lớn làm lao dịch, là nông nô hoặc công nhân mắc nợ, không được hưởng bất kỳ quyền lợi nào. Sự phân tầng xã hội sâu sắc này kéo dài dai dẳng và tạo ra mảnh đất cho sự bất công.

### Chính sách đất đai và Hệ thống kinh tế
Do chính sách thuộc địa, đa số người bản địa và người gốc Phi bị ràng buộc bởi nợ nần qua nhiều thế hệ và bị địa chủ bóc lột. Đầu thế kỷ 19, Mỹ Latinh giành độc lập khỏi ách thống trị thuộc địa, nhưng chính sách đất đai và hệ thống kinh tế phụ thuộc, bất bình đẳng không có nhiều thay đổi căn bản. Sau Chiến tranh thế giới thứ hai, sự phụ thuộc kinh tế vào các cường quốc bên ngoài (như Hoa Kỳ) tiếp tục cản trở sự phát triển tự chủ và công bằng. Nghèo đói lan rộng, tài sản và đất đai phân phối không công bằng, với phần lớn tập trung trong tay giới tinh hoa và các công ty nước ngoài.

### Độc tài quân sự
Trong giai đoạn từ thế kỷ 19 đến thế kỷ 20, tình hình chính trị của nhiều quốc gia Mỹ Latinh bất ổn. Chế độ độc tài quân sự thường xuyên nổi lên, thường liên minh với giới địa chủ và các lợi ích kinh tế bên ngoài, để duy trì trật tự và đàn áp các phong trào đòi thay đổi xã hội. Các chế độ này thường áp dụng chính sách cai trị hà khắc đối với nhân dân, vi phạm nhân quyền và bịt miệng những tiếng nói bất đồng.

### Vai trò của tôn giáo
Trong lịch sử, Giáo hội Công giáo ở Mỹ Latinh có mối quan hệ phức tạp với quyền lực. Mặc dù có những cá nhân và dòng tu bảo vệ người nghèo và người bản địa (như Bartolomé de las Casas), nhưng về tổng thể, cơ cấu Giáo hội thường gắn bó chặt chẽ với giới cầm quyền và địa chủ, tạo thành một phần của trật tự xã hội hiện hữu. Điều này khiến nhiều người dân, đặc biệt là người nghèo, cảm thấy Giáo hội chưa đủ tích cực trong việc đấu tranh cho công lý và cải cách xã hội.

## Nguyên nhân trực tiếp
Sự hình thành của thần học giải phóng được thúc đẩy trực tiếp bởi các yếu tố sau vào giữa thế kỷ 20:

### Cộng đoàn Kitô giáo cơ sở
Đầu những năm 1960, các phương pháp giáo dục như "Phong trào Thức tỉnh Lương tri" (conscientização) của nhà giáo dục Brasil Paulo Freire đã có ảnh hưởng lớn. Phương pháp này giúp người nghèo và người bị áp bức nhận thức được tình trạng của mình, phân tích nguyên nhân gốc rễ của sự bất công và tìm kiếm hành động để thay đổi thực tại. Song song đó, các "Cộng đoàn Kitô giáo cơ sở" (Comunidades Eclesiais de Base - CEBs) bắt đầu hình thành, đặc biệt sau Công đồng Vaticanô II. Đây là những nhóm nhỏ các tín hữu tụ họp để cùng nhau đọc Kinh Thánh, suy niệm, chia sẻ kinh nghiệm sống và tìm cách áp dụng đức tin vào hoàn cảnh cụ thể của họ, thường là trong bối cảnh nghèo đói và áp bức. Các cộng đoàn này trở thành nơi nuôi dưỡng và thực hành tinh thần của thần học giải phóng.

### Công đồng Vatican II và các Hội nghị Giám mục Mỹ Latinh
Thần học giải phóng được xem là một hoa trái của Công đồng Vatican II (1962-1965) tại Mỹ Latinh. Hiến chế Mục vụ về Giáo hội trong Thế giới Ngày nay (Gaudium et spes) của Công đồng đã kêu gọi Giáo hội mở lòng ra với thế giới, nhận biết "niềm vui và hy vọng, nỗi buồn và lo âu" của con người, đặc biệt là người nghèo. Hiến chế nhấn mạnh đến phẩm giá con người, công bằng xã hội và vai trò của Giáo hội trong việc xây dựng một thế giới tốt đẹp hơn. Nó khẳng định rằng của cải trên thế giới được dành cho tất cả mọi người và kêu gọi sự liên đới với người nghèo.
Tinh thần của Vatican II đã được các Giám mục Mỹ Latinh đón nhận và áp dụng vào bối cảnh cụ thể của châu lục tại hai hội nghị quan trọng của Hội đồng Giám mục Mỹ Latinh (CELAM):
- Hội nghị Medellín (Colombia, 1968): Hội nghị này được coi là nơi khai sinh chính thức của thần học giải phóng như một tiếng nói của Giáo hội địa phương. Tài liệu Medellín đã mạnh mẽ lên án "bạo lực có tính cơ cấu" (structural violence) gây ra bởi sự bất công xã hội, kêu gọi Giáo hội trở thành "Giáo hội của người nghèo", thúc đẩy "ý thức hóa" và dấn thân vào cuộc đấu tranh vì giải phóng toàn diện con người.
- Hội nghị Puebla (Mexico, 1979): Hội nghị này tái khẳng định và đào sâu những định hướng của Medellín, đặc biệt nhấn mạnh đến "lựa chọn ưu tiên cho người nghèo" (preferential option for the poor) như một định hướng mục vụ căn bản của Giáo hội. Hội nghị cũng nhìn nhận và khuyến khích vai trò của các Cộng đoàn Kitô giáo cơ sở.[7]

## Quá trình phát triển
Thuật ngữ Thần học giải phóng được phổ biến rộng rãi qua tác phẩm kinh điển Teología de la liberación (1971) của linh mục Peru Gustavo Gutiérrez. Sự phát triển của phong trào có thể được chia thành nhiều giai đoạn:
- Giai đoạn hình thành (cuối 1960 - đầu 1970): Đây là thời kỳ các ý tưởng cốt lõi được hình thành và trao đổi giữa các nhà thần học như Gutiérrez, Leonardo Boff (Brasil), Hugo Assmann (Brasil), Juan Luis Segundo (Uruguay), v.v., thông qua các hội nghị, bài viết và thảo luận. Các hội nghị như ở Petrópolis (Brasil, 1964) và Chimbote (Peru, 1968) là những dấu mốc quan trọng.
- Giai đoạn phát triển và lan tỏa (1970 - 1980): Sau cuốn sách của Gutiérrez và Hội nghị Medellín, thần học giải phóng phát triển mạnh mẽ, thu hút nhiều nhà thần học, linh mục, tu sĩ và giáo dân tham gia. Các chủ đề như phân tích xã hội, đọc Kinh Thánh từ góc nhìn người nghèo, vai trò của cộng đoàn cơ sở được đào sâu. Tuy nhiên, giai đoạn này cũng chứng kiến sự gia tăng căng thẳng với một số giới chức trong Giáo hội và các chế độ độc tài. Việc sử dụng các phạm trù phân tích xã hội bị chỉ trích là quá gần gũi với chủ nghĩa Marx. Các nhà thần học giải phóng phản bác rằng họ chỉ sử dụng các công cụ phân tích xã hội phù hợp, nhưng nền tảng và mục đích của họ là đức tin Kitô giáo và Nước Trời, khác biệt căn bản với chủ nghĩa Marx vô thần.
- Giai đoạn đối mặt với thử thách và trưởng thành (1980 - 2005): Giai đoạn này đánh dấu bởi sự đàn áp gia tăng từ các chế độ quân sự (dẫn đến nhiều vụ tử đạo như Tổng giám mục Óscar Romero ở El Salvador năm 1980) và sự xem xét kỹ lưỡng, thậm chí khiển trách, từ Vatican. Bộ Giáo lý Đức tin, dưới sự lãnh đạo của Hồng y Joseph Ratzinger (sau này là Giáo hoàng Biển Đức XVI), đã ban hành hai Huấn thị vào năm 1984 và 1986, cảnh báo về những "sai lệch" có thể có khi sử dụng phân tích Marx và nhấn mạnh sự cần thiết phải duy trì sự hiệp thông với huấn quyền Giáo hội. Một số nhà thần học như Leonardo Boff bị yêu cầu im lặng. Tuy nhiên, phong trào vẫn tiếp tục phát triển, các nhà thần học giải phóng nỗ lực làm rõ lập trường, nhấn mạnh nguồn gốc Kitô giáo sâu xa của mình và đối thoại với các nền thần học khác trên thế giới (như thần học nữ quyền, thần học da đen, thần học châu Á). Họ khẳng định thần học này xuất phát từ "yêu cầu của Tin Mừng" chứ không phải từ một ý thức hệ chính trị nào.
- Giai đoạn mới và tái định vị (từ 2005 đến nay): Sự kiện Hồng y Ratzinger, người từng phê bình thần học giải phóng, trở thành Giáo hoàng Biển Đức XVI (2005-2013) tạo ra những câu hỏi về tương lai mối quan hệ giữa phong trào và Vatican. Tuy nhiên, đến năm 2013, việc bầu chọn một Giáo hoàng người Mỹ Latinh là Phanxicô (đến từ Argentina) đã mở ra một giai đoạn mới. Giáo hoàng Phanxicô, với sự nhấn mạnh vào "Giáo hội nghèo khó cho người nghèo", đã có những cử chỉ hòa giải và nhìn nhận tích cực hơn đối với các đóng góp của thần học giải phóng. Năm 2015, ngài đã mời Gustavo Gutiérrez đến Vatican tham dự một sự kiện, được xem là một biểu tượng quan trọng của sự hòa giải và công nhận vai trò của thần học giải phóng trong đời sống Giáo hội.

Số lượng tín đồ liên minh với người nghèo trong các hành động đấu tranh chính trị ngày càng gia tăng và có lúc đã dẫn đến một số thành viên của giáo hội bị giết chết trong khung cảnh bạo lực bao trùm. Năm 1980, Oscar Arnulfo Romero, tổng giám mục San Salvador (thủ đô El Salvador), bị bắn gục trong nhà thờ trong khi đang làm Thánh Lễ. Từ đó về sau, nhiều lãnh tụ khác trong giáo hội cũng chịu số phận tương tự. Vatican trong một số giai đoạn đã phản kháng đối với một số khía cạnh của thần học giải phóng vì lo ngại nguy cơ lôi kéo giáo hội vào tranh chấp chính trị đảng phái, nguy cơ của việc áp dụng thiếu phê phán các phân tích Mác-xít, và khả năng làm lu mờ chiều kích tâm linh và cánh chung (quan tâm đến thế giới bên kia) của đức tin Kitô giáo.

## Nhân vật chính
Một số nhà thần học và nhân vật tiêu biểu gắn liền với thần học giải phóng:
- Gustavo Gutiérrez (1928-2024), linh mục, nhà thần học người Peru, thường được coi là "cha đẻ" của thần học giải phóng.
- Leonardo Boff (1938- ), tu sĩ dòng Phanxicô (sau hoàn tục), nhà thần học người Brasil.
- Jon Sobrino (1938- ), linh mục dòng Tên, nhà thần học người Tây Ban Nha hoạt động tại El Salvador.
- Juan Luis Segundo (1925-1996), linh mục dòng Tên, nhà thần học người Uruguay.
- José Míguez Bonino (1924-2012), mục sư Giám lý, nhà thần học người Argentina.
- Hugo Assmann (1933-2008), nhà thần học người Brasil.
- Thánh Óscar Romero (1917–1980), Tổng giám mục San Salvador, tử đạo vì bảo vệ người nghèo và lên án bất công, được Giáo hội Công giáo phong thánh năm 2018.
- Hélder Câmara (1909-1999), Tổng giám mục Olinda và Recife (Brasil), người tiên phong trong việc bảo vệ người nghèo và nhân quyền.

## Cơ sở giáo lý về thực hành bác ái
Lập trường của thần học giải phóng về việc ưu tiên người nghèo và hành động vì công lý bắt nguồn từ truyền thống lâu đời của Kitô giáo về thực hành bác ái và thương xót. Một ví dụ là giáo lý về "Bảy mối thương người" (The Seven Corporal Works of Mercy), sáu mối đầu tiên xuất phát trực tiếp từ lời dạy của Chúa Giêsu trong Tân Ước, Phúc âm Mátthêu chương 25, câu 31-46:
1. Cho kẻ đói ăn
2. Cho kẻ khát uống
3. Cho khách đỗ nhà (Đón tiếp khách lạ)
4. Cho kẻ rách rưới ăn mặc (Mặc áo cho kẻ mình trần)
5. Thăm viếng người đau yếu
6. An ủi người tù tội (Viếng kẻ tù đày)
7. Chôn xác kẻ chết

Những hành động này không chỉ là việc từ thiện cá nhân mà còn được thần học giải phóng diễn giải trong bối cảnh đấu tranh cho các cấu trúc xã hội công bằng hơn, để giải quyết nguyên nhân gốc rễ của đói nghèo và đau khổ.